# Baringa
Baringa est un village du district de la Tshuapa, territoire de Befale dans la République démocratique du Congo. Il se dresse sur les rives de la rivière Maringa à environ 180 km en amont de Basankusu.
La ville dispose d'un hôpital qui a été construit au début du XXe siècle et rénové par le Service Jésuite des Réfugiés en 2002.

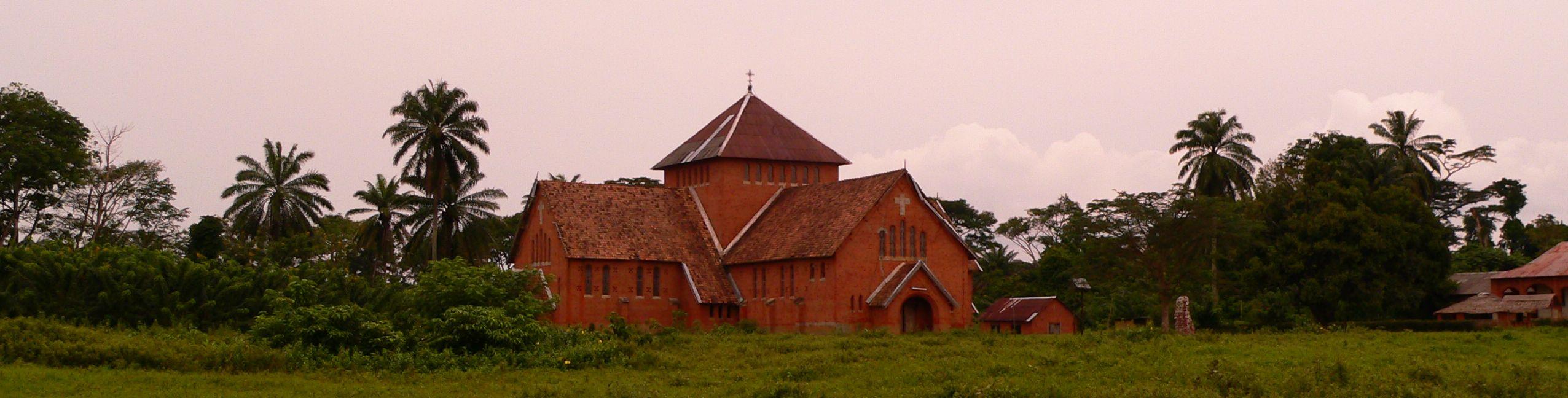
Panorama de l'église catholique de Baringa